# NGC 1276
NGC 1276 é uma estrela dupla na direção da constelação de Perseus. O objeto foi descoberto pelo astrônomo Johann Dreyer em 1876, usando um telescópio refletor com abertura de 72 polegadas. 